# Секретарь, Людмила Андреевна
Людмила Андреевна Секретарь (род. 13 октября 1941, Рыбинск, Ярославская область, урождённая Соколова) — краевед, советский и российский историк архитектуры, специалистка по Великому Новгороду.

## Биография
Родилась в семье офицера-пограничника. В 1958—1960 годах училась на историко-филологическом факультете Хабаровского педагогического института, затем в 1960—1963 годах — в Новгородском государственном педагогическом институте. В 1965—1972 годах была экскурсоводом и научным сотрудником Новгородского историко-архитектурного музея-заповедника. В 1972—1975 годах была аспиранткой Новгородского педагогического института, после окончания обучения до 1994 года работала искусствоведом Новгородской Специальной научно-реставрационной производственной мастерской, с 1994 года стала старшим научным сотрудником Новгородского музея-заповедника. Участвовала в разработке проектов реставрации многих памятников города.
Лауреат премии им. И. Е. Забелина, имеет почётное звание «Заслуженный работник культуры РФ», награждена юбилейной медалью «В память 1150-летия Великого Новгорода», почётными знаками «За заслуги перед Великим Новгородом» и «За заслуги перед Новгородской областью».

## Публикации
- Секретарь, Л.А.; Филиппова, Л.А. По Приильменью. — Л.: Лениздат, 1991. — 222 с.
- Л. А. Секретарь. Дома, события, люди : (Новгород. XVIII — начало XX вв.). — Великий Новгород: Кириллица, 1999. — 351 с.
- Секретарь, Л. А. Монастыри Великого Новгорода и окрестностей. — Северный паломник, 2011. — 598 с. — ISBN 978-5-94431-305-8.
- «Новгородский Антониев монастырь. Исторические очерки»
- «Новгородская духовная семинария. История в лицах»
- Участие в сборниках «Памятники культуры. Новые открытия», «Искусство христианского мира», «Древняя Русь», «Новгородские древности» и др.
- Статьи о новгородских монастырях в «Православной энциклопедии».